# Vopnafjarðarhreppur
Vopnafjarðarhreppur és un municipi d'Islàndia, a la regió d'Austurland. Té una extensió de 1.903 km² i una població de 648 habitants a primer de gener de 2025.
La principal població del municipi és Vopnafjörður.